# Гриша Ганчев
Гриша Данаилов Ганчев е български бизнесмен и филантроп.  

## Биография
Гриша Ганчев е роден на 10 декември 1962 г. в село Микре. Завършва средното спортно училище „Асен Драганов“ (Ловеч) с профил борба (1980) и висше образование във ВИИ „Карл Маркс“ със специалност „Счетоводство и контрол“. Завършва школа по мениджмънт (дистанционно обучение) в Сейнт Луис, САЩ (1990).

### Бизнес
Началните бизнес стъпки на Гриша Ганчев в края на 80-те години на миналия век са обвити в мъгла. Първата му голяма известна инвестиция е в началото на 90-те – в горивата. „Литекс“ е първата компания в България, която внася пропан-бутан с корабни партиди“. Впоследствие изгражда и верига от бензиностанции, които през 1998 г. дава на концесия на Shell. По-късно продава на полска компания и друга своя успешна инвестиция – соковете Queens, а през 2007 г. се разделя и с ловешкия винпром „Винал“. Така той се съсредоточава основно в захарния бизнес, както и в управлението на няколкото ВЕЦ, които придобива след приватизационни сделки.
Започва стопанска дейност през 1990 г. в Ловеч. Основател и председател на надзорния съвет на компанията „Литекс комерс“ АД за бизнес с петролни продукти. Литекс от древногръцки превод означава люляк, който е един от символите на Ловеч. От 2002 г. седалището на компанията е в София. Развива бизнес в енергетиката, хранителната промишленост, транспорта, туризма, финансите, хотелиерството, строителството, недвижимите имоти, дивечовъдството и коневъдството. „Литекс комерс“ АД е основен и редовен инвеститор в Ловеч.
В Ловеч през 2006 г. е пуснат в експлоатация хотел „Президиум палас“. Стартирани са инвестиции в хотел-казино „Венеция Гранд Казино“. Дружеството Литекс Моторс АД и китайската компания „Great Wall Motor Co.“ строят Завод за автомобили – Ловеч, в който по проект се произвеждат джип „Ховър“, пикап „Уингъл“ и евтиният масов автомобил „Флорид“. Заводът е открит на 21 февруари 2012 г.

### Благотворителност
Община Ловеч и Гриша Ганчев основават благотворителна фондация „Красив Ловеч“. Една от големите нейни прояви е „Ловеч фест“, в който участват популярни музикални групи от българската и световната поп музика. През 2007 г. дарява на града бронзова статуя на български конник, а през 2008 г. – статуя на първия почетен гражданин на Ловеч, Екзарх Йосиф I.

### Ангажименти в спорта
Съвместно с община Ловеч създава смесено дружество „Спорт 96“, което от 1999 г. е акционерно. Гриша Ганчев е основен спонсор в редица спортове: футбол, борба, бокс, самбо, волейбол и мотокрос. Инвестира в ПФК Литекс (Ловеч), футболна академия за деца и градския стадион. ПФК Литекс (Ловеч) е четири пъти шампион на страната (1998, 1999, 2010, 2011) и четири пъти носител на купата на България.
От април 2007 г. е член на Български олимпийски комитет, а от февруари 2009 г. – на Българска федерация по футбол.
От 24 юни 2015 г. до март 2023 г. е собственик и президент на ЦСКА (София). На 30 април 2024 г. семейство Ганчеви официално обявяват оттеглянето си от ЦСКА (София), като безвъзмездно прехвърлят своя пакет акции на фондацията „Национален Фонд за Спорт, Култура, Изкуство и Наука“.

## Признание
На 27 април 2006 г. е удостоен със званието Почетен гражданин на Ловеч – „За съществен принос в развитието на икономиката и спорта на Ловеч и утвърждаване на престижа му в страната и чужбина“.

## Скандали
Името на Гриша Ганчев се споменава в изтеклата чрез Уикилийкс кореспонденция на посолството на САЩ в България. Заедно с Тодор Батков, Васил Божков и братята Красимир и Николай Маринови – Маргините е даден като пример „за някои от най-известните връзки“ на българския футбол с организираната престъпност.
През май 2012 г. неговият син Данаил Ганчев, заедно с още няколко души, е арестуван заради обвинение в участие в престъпна група за укриване на ДДС при продажба на захар. В края на месеца и срещу Гриша Ганчев са повдигнати обвинения – за ръководене на организирана престъпна група за данъчни престъпления и за закана за убийство, отправена към директора на Националната агенция за приходите Красимир Стефанов. Три месеца след задържането му апелативният съд освобождава Данаил Ганчев поради „липса на престъпление“.
На 30 декември 2014 г. специализираната прокуратура внася в специализирания наказателен съд обвинителен акт срещу Гриша Ганчев за „захарната афера“. На 1 март 2020 г. всички обвинения към Гриша Ганчев и неговия син Данаил Ганчев отпадат с решение на съда.